# Ибрагимов, Шавкат Шигабутдинович
Шавкат Шигабутдинович Ибрагимов (тат. Шәүкәт Шиһабетдин улы Ибраһимов; 22 октября 1923, Казань, Татарская АССР, СССР — 26 декабря 1989, Алма-Ата, КазССР, СССР) — советский учёный, доктор технических наук (1965), профессор (1974), академик АН КазССР (1970), заслуженный деятель науки КазССР (1982).

## Биография
В 1948 году окончил Казанский авиационный институт.
В 1969—1970 годах заместитель директора, в 1970—1987 директор, в 1987—1989 годах заведующий лабораторией Института ядерной физики АН Казахстана. В 1974—1986 годах вице-президент АН КазССР. В 1955 году защитил кандидатскую диссертацию на тему «Исследование структурных превращений в твердых растворах на основе никеля».
С 1974 года — профессор Казахского государственного университета.

## Научные труды
Основные научные труды посвящены вопросам радиационной физики твёрдого тела и радиационному металловедению, взаимодействию ядерных излучений с веществом, а также проблемам ядерной физики и ядерной энергетики.

### Некоторые работы
- Действие облучения на материалы. — М., 1967.
- Радиационные дефекты в металлических кристаллах. — А., 1981.
- Радиационные повреждения металлов и сплавов. — М., 1985[2].

## Награды
Лауреат Государственной премии Казахстана (1978). Награждён орденом Трудового Красного Знамени.